# Chief (álbum)
Chief é um álbum de estúdio pelo cantor norte-americano Eric Church, lançado a 26 de Julho de 2011 pela editora discográfica EMI Nashville. Alcançou a primeira posição na tabela musical Billboard 200, com 145 mil cópias vendidas na sua semana de estreia.